# کاستلینا ماریتیما
کاستلینا ماریتیما (به ایتالیایی: Castellina Marittima) یک کومونه در ایتالیا است که در استان پیزا واقع شده‌است.

## خصوصیات
کاستلینا ماریتیما ۴۵٫۷ کیلومترمربع مساحت و ۱٬۸۸۸ نفر جمعیت دارد و ۳۷۵ متر بالاتر از سطح دریا واقع شده‌است.